# Ligue de football de l’Équateur
Navigation
Édition précédente Édition suivante
La ligue de football de l'Équateur (Liféqua) est la ligue de football de haut niveau de la province de l'Équateur. Chaque année des clubs de la lifban sont relégués dans les divisions inférieures telle que l'EUF-Bumba. Cette Ligue fait partie de la Fédération congolaise de football association (FECOFA)
Cette compétition regroupe des clubs de plusieurs villes telles que : Basankusu, Boende, Bumba, Gbadolite, Gemena, Ikela, Mbandaka, Zongo.
En 2012, la liféqua devient une 2e Division, à la suite de la création d’une 1re Division répartie en 3 groupes. En 2018, la liféqua devient une 3e Division, à la suite de la création d’une 2e Division répartie en 3 groupes.

## Palmarès
- 2000 : Ban’Ekanga (Mbandaka) [2]
- 2001 : FC Lumière (Mbandaka) [3]
- 2002 : TP Molunge (ancien SC Scibe) (Mbandaka) [4]
- 2003 : Non organisé
- 2005 : TP Molunge (Mbandaka) [5]
- 2006 : TP Molunge (Mbandaka) [6]
- 2007 : AS Lokole (Bumba) [7]
- 2008 : TP Molunge (Mbandaka) [8]
- 2010 : TP Molunge (Mbandaka) [9]
- 2014 : Véa Sport (Mbandaka)
- 2021 : DCMP Bumba (Bumba)

## Comité[10]
- Président : Adolph Nkoy
- Instructeur : Zacharie Mvuala